# Theridion cloxum
Theridion cloxum är en spindelart som beskrevs av Roberts 1983. Theridion cloxum ingår i släktet Theridion och familjen klotspindlar.
Artens utbredningsområde är Aldabra. Inga underarter finns listade i Catalogue of Life.